# Brandstapel

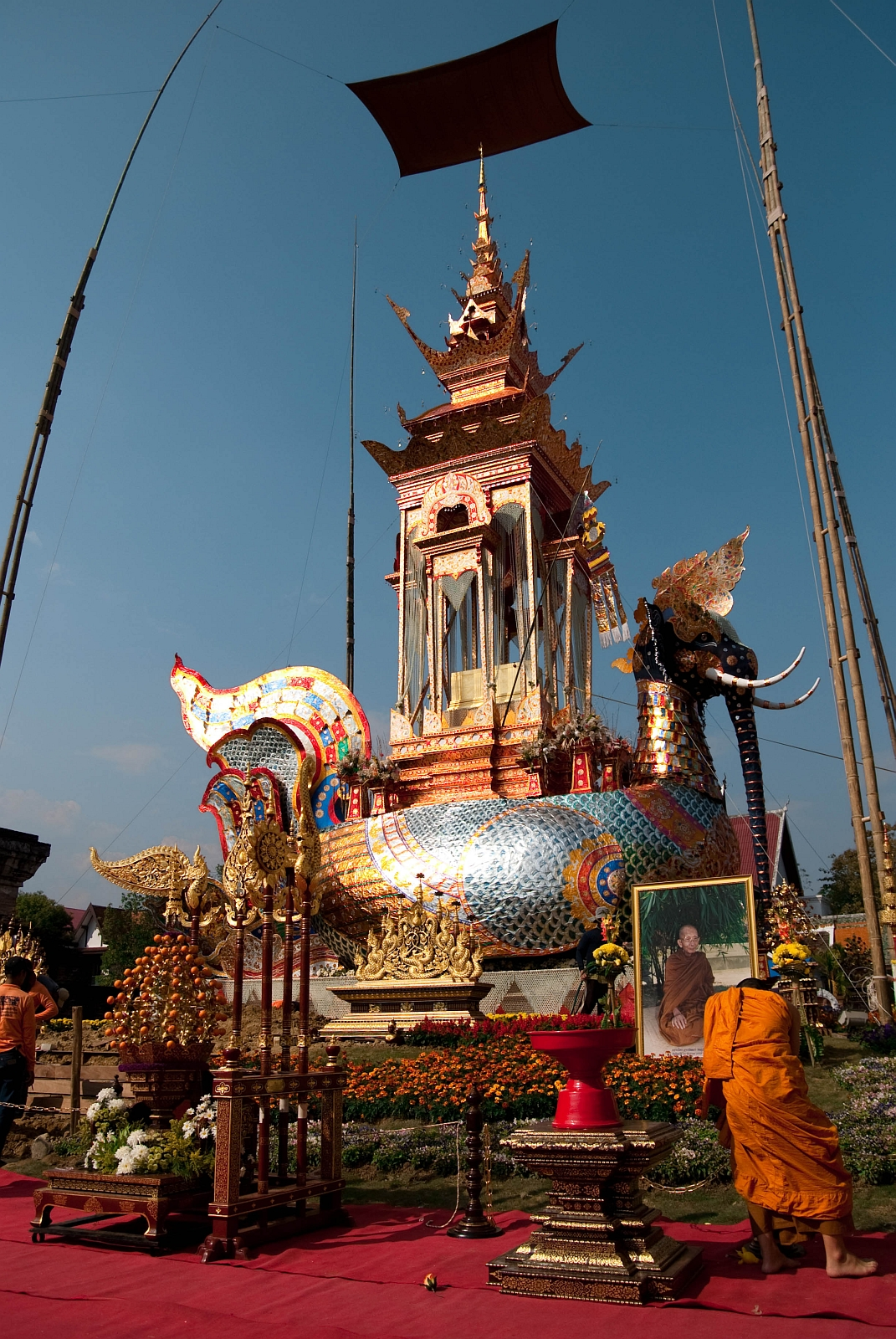
Brandstapel voor de crematie van de boeddhistische abt Chan Kusalo in Chiang Mai, Thailand

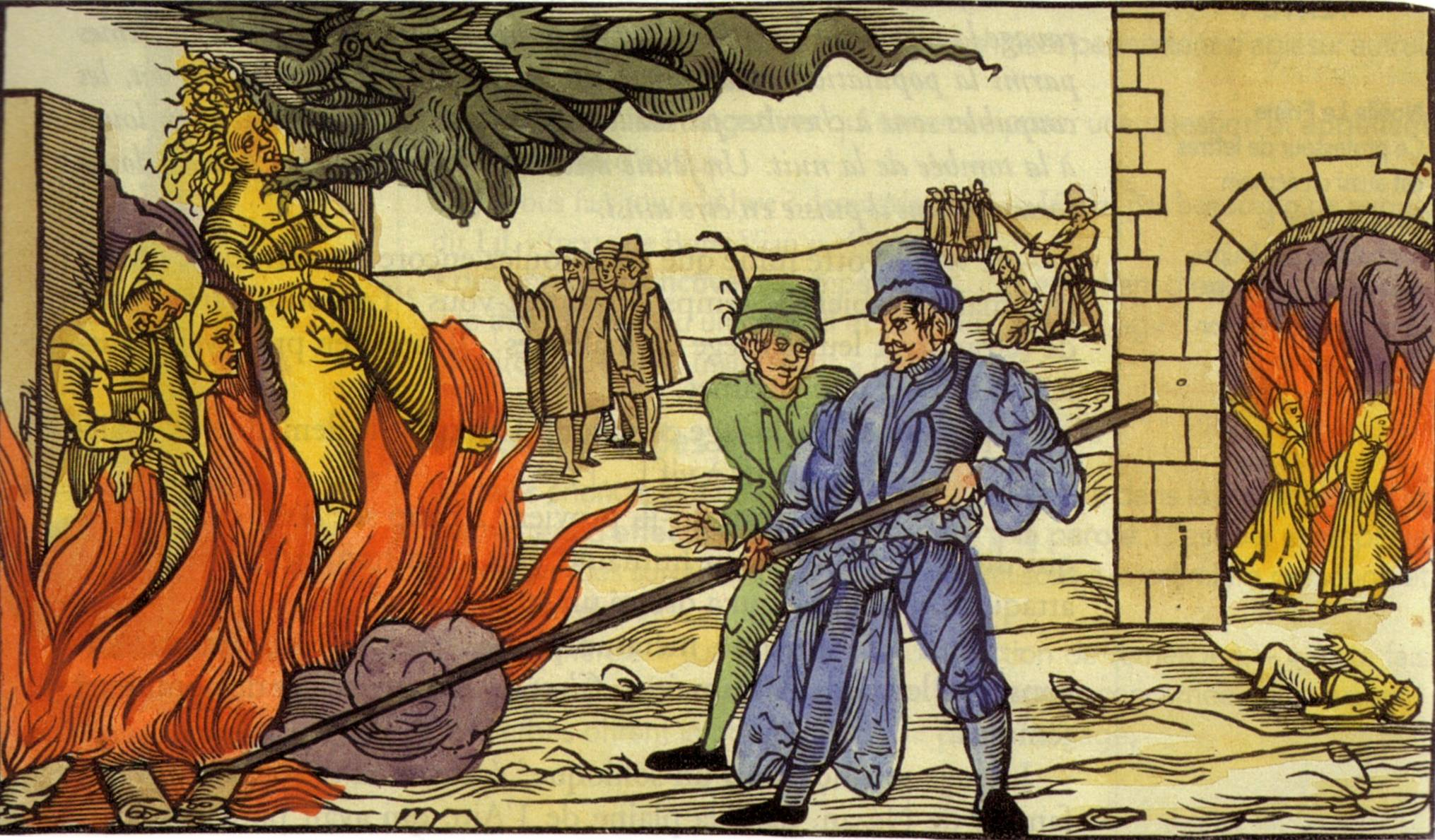
Heksenverbranding (Derenburg, 1555).

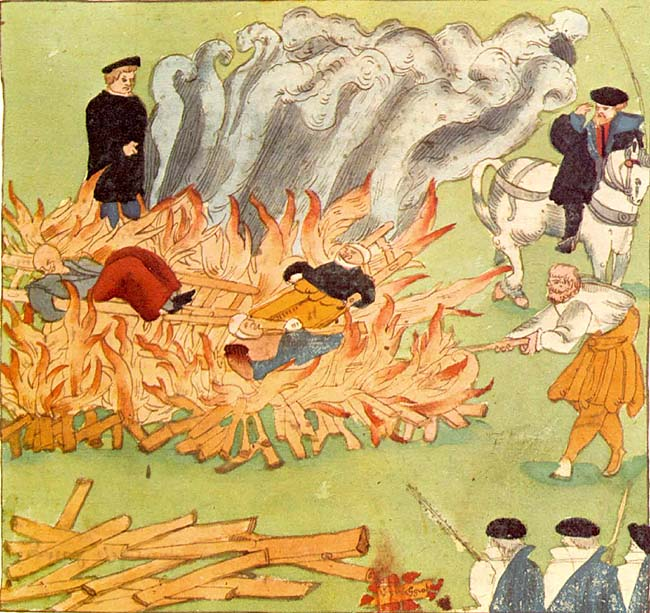
Afbeelding uit de Wickiana

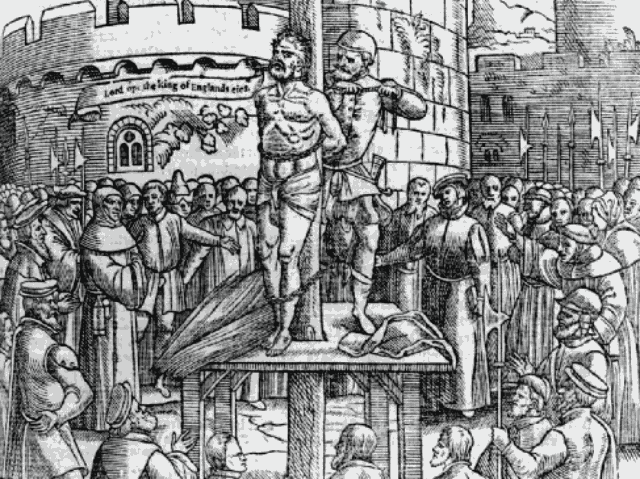
William Tyndale op de brandstapel in Vilvoorde

Een brandstapel is een vuur waarop een menselijk lichaam wordt verbrand.
De brandstapel werd en wordt in sommige landen, zoals India en Papoea (Papoea en West-Papoea) in Indonesië, gebruikt om een dode te cremeren. Dit gebeurde voor de kerstening ook in Nederland.
Verder heeft de brandstapel een lange historie als methode voor de vuurdood, dat wil zeggen tot het voltrekken van de doodstraf voor misdaden als hoogverraad, ketterij en hekserij. Terechtstellingen op deze wijze vonden plaats in het openbaar, deels als (leed)vermaak maar vooral als waarschuwing voor de toeschouwers, opdat zij niet dezelfde misdrijven zouden begaan.

## Proces
De veroordeelde werd vastgebonden aan een rechtop staande paal met daaromheen een (meestal) nauwkeurig aangelegde verzameling brandhout. Dit werd vervolgens aangestoken, zodat het slachtoffer werd verbrand. Afhankelijk van de omstandigheden (en kennissenkring) van de veroordeelde werd soms aan naaste verwanten toegestaan om makkelijk brandbare stukken hout en papier tussen de kleding van het slachtoffer te stoppen om het proces zo veel mogelijk te bespoedigen.
In sommige gevallen werd als een soort van genade nat hout gebruikt of werd het hout zodanig neergelegd dat het vuur een grote rookontwikkeling tot gevolg zou hebben. De veroordeelde stierf dan met enig geluk door verstikking voordat de vlammen vat op hem/haar zouden krijgen.

## Spaanse Inquisitie
De voornaamste reden van de Spaanse Inquisitie voor deze wijze van terechtstelling was om geen (zichtbaar) bloed te hoeven vergieten. De Kerk deed alles om zich te houden aan het dogma Ecclesia non novit sanguinem (de kerk is onbesmeurd door bloed).
De schattingen van het aantal mensen dat door de Spaanse Inquisitie ter dood veroordeeld is tijdens haar bestaan (van 1478 tot 1834) lopen uiteen. Wel is uit het bestuderen van archieven gebleken dat ongeveer 2% van de door de inquisitie gevoerde processen de doodstraf als resultaat had.
De executie werd uitgevoerd door de burgerlijke overheid. Als de verdachte berouw toonde, werd hij door wurging om het leven gebracht waarna zijn lijk op de brandstapel verbrand werd. Had de verdachte geen berouw, dan werd hij levend verbrand.

## Beroemde slachtoffers
- Margareta Porete (1 juni 1310 te Parijs, Frankrijk) – religieuze (waarschijnlijk begijn) en schrijfster van Le miroir des âmes simples et anéanties
- Jacques de Molay (18 maart 1314 te Parijs, Frankrijk) – laatste Grootmeester van de Tempeliers
- Johannes Hus (6 juli 1415 te Konstanz, Duitsland) – voorloper van de Hervorming
- Jeanne d'Arc (30 mei 1431 te Rouen, Normandië) – Frans vrijheidsstrijdster
- Hendrik Voes en Jan van Essen (1 juli 1523 te Brussel, België), twee augustijnen die wel worden beschouwd als de eerste martelaren van de Reformatie
- Jan de Bakker (15 september 1525 te Den Haag, Nederland) – Nederlands ketter
- William Tyndale (6 september 1536 te Vilvoorde, België) – Engels theoloog, priester en bijbelvertaler
- Michael Servet (27 oktober 1553 te Genève, Zwitserland) – Spaans theoloog, arts en humanist
- Thomas Cranmer (21 maart 1556 te Oxford, Engeland) – aartsbisschop van Canterbury
- Giordano Bruno (17 februari 1600 te Rome, Italië) – Italiaans filosoof
- Cojo, Mentor en Present (zaterdag 26 januari 1833 te Paramaribo in de Nederlandse kolonie Suriname) – drie Nederlandse slaven

## Verwant gebruik
- Brandstapels zijn ook gebruikt tijdens verschillende pogingen om kunst en gedachtegoed te vernietigen. Berucht zijn onder andere de beeldenstorm in 1566 en de boekverbrandingen kort na de machtsgreep in Duitsland door de NSDAP in 1933.